# Tagsdorf
Tagsdorf là một xã trong tỉnh Haut-Rhin, vùng Grand Est ở đông bắc Pháp. Xã này có diện tích 2,5 km², dân số năm 1999 là 331 người. Khu vực này có độ cao 300 mét trên mực nước biển.